# Xã Logan, Quận Ogemaw, Michigan
Xã Logan (tiếng Anh: Logan Township) là một xã thuộc quận Ogemaw, tiểu bang Michigan, Hoa Kỳ. Năm 2010, dân số của xã này là 551 người.